# 瓦斯拉夫·尼金斯基
瓦斯拉夫·尼金斯基（波蘭語：Wacław Niżyński，羅馬化：Vatslav Fomich Nizhinsky；1890年3月12日—1950年4月8日）是波蘭裔俄羅斯芭蕾舞者和編舞家，以非凡的舞蹈技巧及對角色刻畫的深度而聞名。他是當時少數會足尖舞的男性舞者，擁有彷彿可擺脫地心引力束縛的舞姿使其成為傳奇。他的妹妹布羅尼斯拉瓦·尼金斯基是編舞家。

## 生平

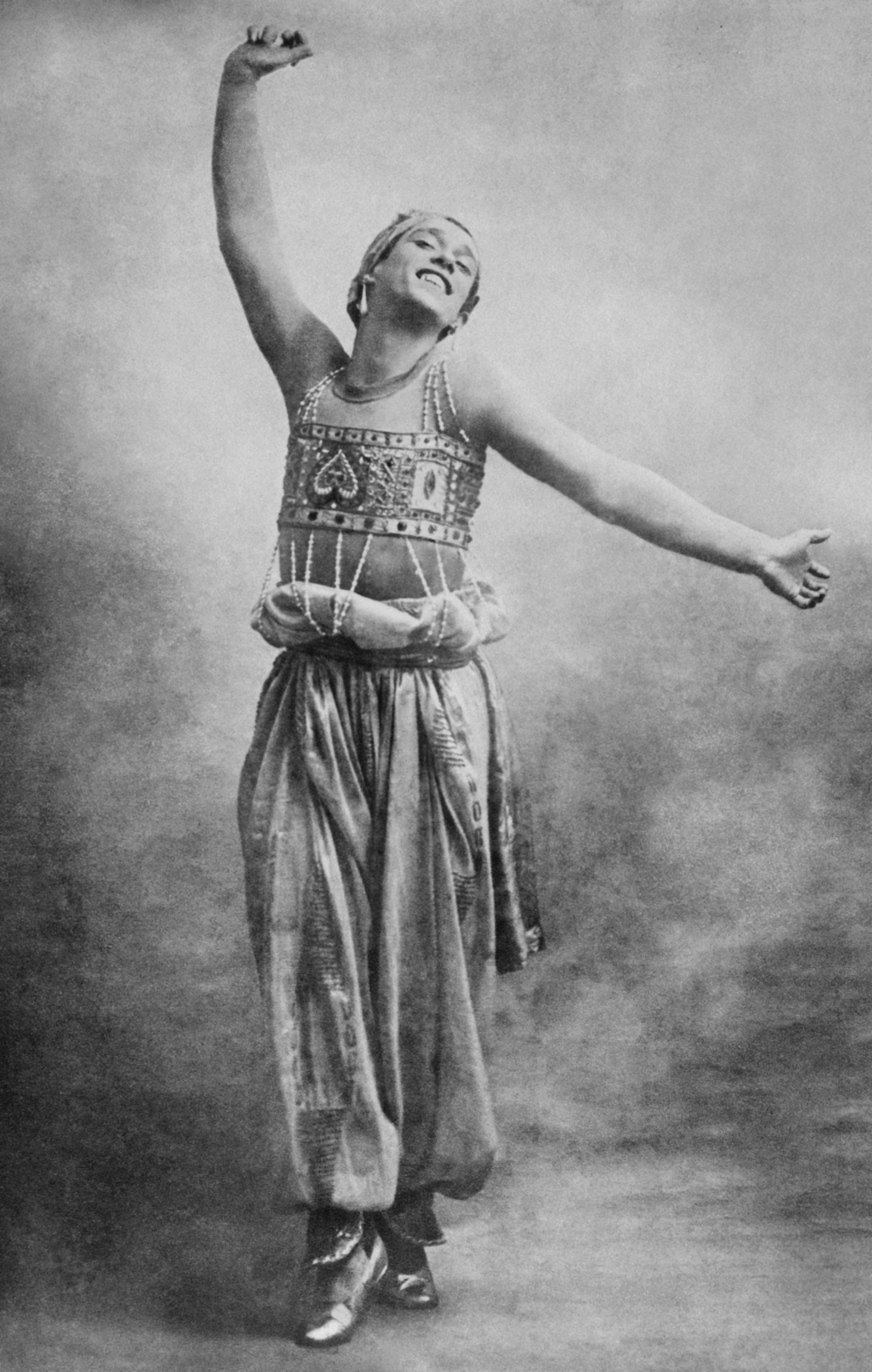
《天方夜谭》中的尼金斯基

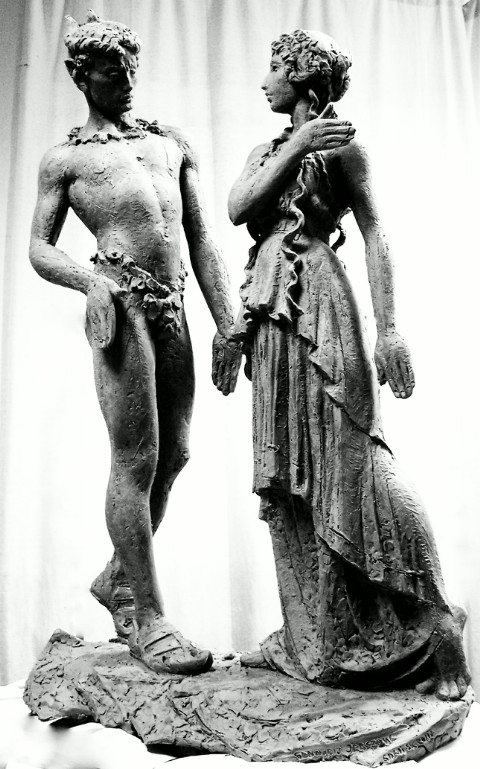
Sculpture of Vaslav and Bronislava Nijinska by Giennadij Jerszow, the Grand Theatre, Warsaw

尼金斯基出生在烏克蘭的基輔，本名為，父母是波蘭裔舞蹈家和Eleonora Bereda。他在華沙受洗，並認為自己是波蘭人，儘管他因為童年一直隨父母在俄羅斯內陸工作，未有學好波蘭語。
在尼金斯基給朋友的信中，他寫道：「母親給了我牛奶和波蘭語，因此我是波蘭人。……我不能說〔波蘭語〕，因為不被容許」。 據稱波蘭語是這位著名的芭蕾明星唯一用來祈禱的語言。
尼金斯基在1900年加入了帝国芭蕾舞学校（后来的瓦岗诺娃芭蕾舞学校），在那裡他師從切凯蒂, Nikolai Legat 及 Pavel Gerdt。 在18歲，他得到一連串領舞的機會。 1910年，該團的首席女舞者玛蒂尔德·克谢辛斯卡挑擇尼金斯基在彼季帕重演的節目 《魔符》中擔任風神Vayou一角，引起了極大轟動。
尼金斯基的生命中的转捩点是遇上谢尔盖·达基列夫，一个在国外〔尤其是在巴黎〕致力促进俄罗斯音乐和视觉艺术的著名芭蕾舞、歌剧監制及策展人。有一段時間尼金斯基與狄亞格烈夫成為戀人，同時狄亞格烈夫大量参与尼金斯基事業的管理與策劃。1909年，狄亞格烈夫帶了一班俄罗斯歌剧和芭蕾舞明星到巴黎，重點推介尼金斯基和安娜·巴甫洛娃。這次演出，在西方前所未見的俄罗斯芭蕾舞及歌剧大放異彩，獲極大的成功，亦令狄亞格烈夫與編舞米歇尔·福金及设计师里昂·巴克斯創立了著名的俄罗斯芭蕾舞团。俄罗斯芭蕾舞团這個巴黎舞季在藝術界及社會引起極大轰动，對艺术，舞蹈，音乐及時裝趋势的影響幾達十年。
尼金斯基獨特的天賦才華在福金的作品中表露無遺，如《 阿密德之亭 》（尼古拉·切列普宁作曲 ），《埃及艷后》（安东·阿连斯基及其他俄羅斯作曲家作曲）和嬉遊曲 La Fète。他在《睡美人》（柴可夫斯基）雙人舞中充滿感染的演出獲極度贊賞。1910年，他演出了《吉賽爾》、福金的芭蕾舞《Carnaval (ballet)》和《天方夜谭》（源於里姆斯基-科萨科夫的管弦樂組曲 ）。他於马林斯基剧院與塔玛拉·卡萨维娜合作，被譽為「當代最出色的藝術家」。

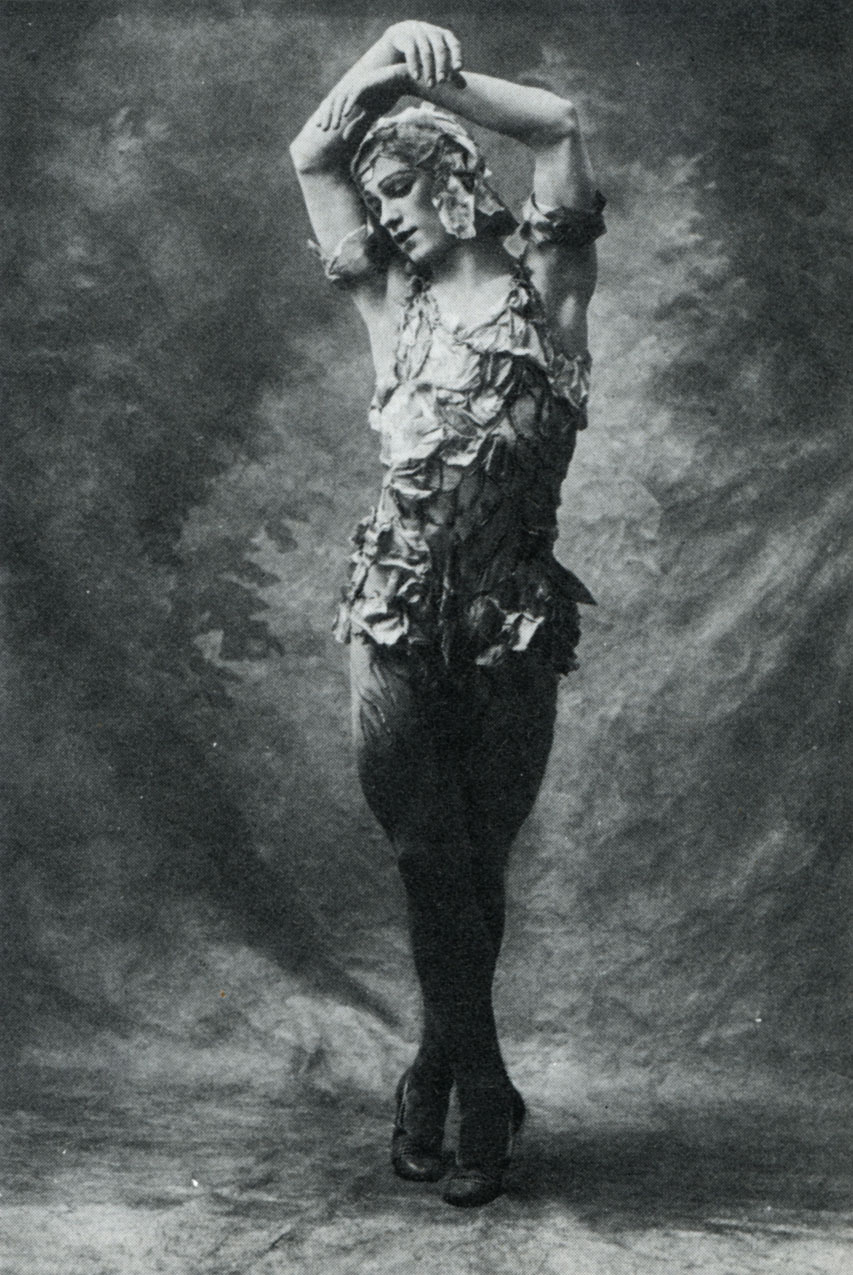
《玫瑰花魂》中的尼金斯基

然後尼金斯基回到了馬林斯基劇院，但由於在演出吉賽爾的阿爾博特時，未有根據慣例在緊身衣內穿上端莊的短褲，被太后瑪麗亞·費奧多蘿芙娜投訴為猥褻，因而被辭退。 他在福金的新作《玫瑰花魂》〔卡尔·马利亚·冯·韦伯作曲〕及《彼得鲁什卡》〔斯特拉文斯基作曲〕中擔任主角，他扮演的一個失戀的木偶，大獲好評。
尼金斯基開始自行創作芭蕾舞，風格偏鋒具爭議。他的作品有《牧神的午后》〔源自德彪西的《牧神的午後前奏曲》〕 (1912)、《遊戲》 (1913)、《狄爾惡作劇》(1916)。在《春之祭》〔斯特拉文斯基作曲 〕中，他的創作踐踏了古典芭蕾舞與禮儀的警界線。他的觀眾破天荒地經歷到現代舞蹈的未來與新方向。極端而充滿稜角的舞步完整地表達了斯特拉文斯基現代樂章中的靈魂。不幸的是，尼金斯基的舞蹈新方向在巴黎香榭麗舍大街劇院首演時引起了騷亂。《牧神的午后》中他模擬以仙女的圍巾自慰的動作成為醜聞。在巴黎有一半的人指控他淫穢，但也有藝術家奥古斯特·罗丹、 奥迪隆·雷东及馬塞爾·普魯斯特為他作辯護。

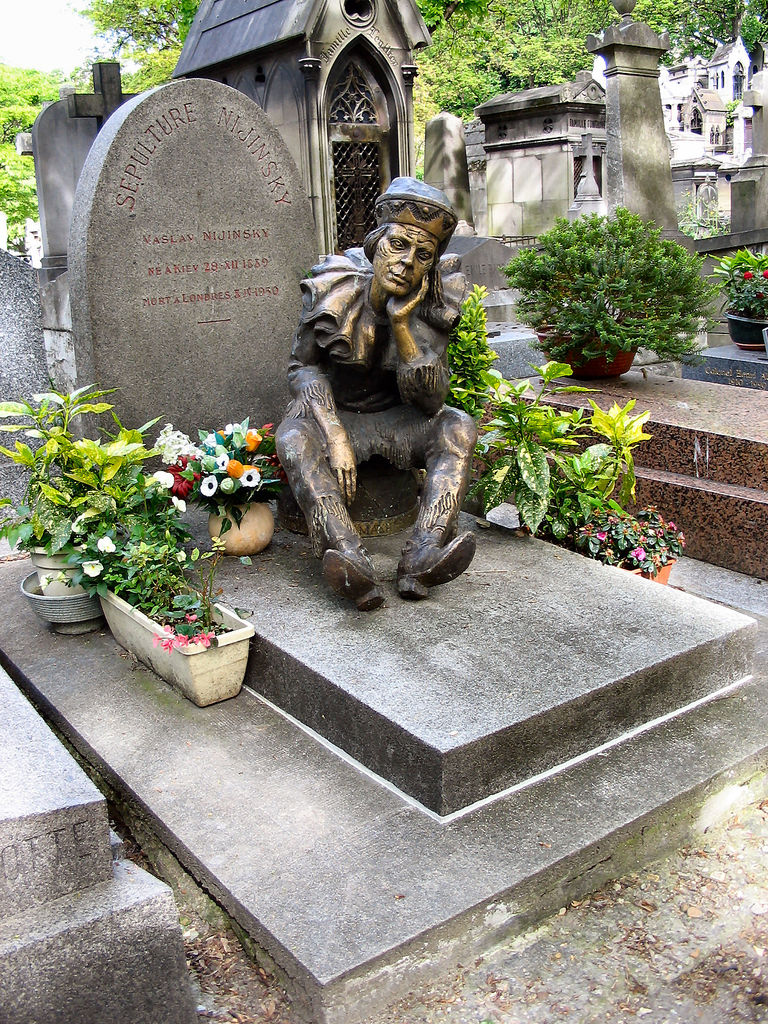
尼金斯基在巴黎蒙馬特公墓的墓碑。 這尊雕像由謝爾蓋·里法捐贈，顯示了尼金斯基的木偶彼得鲁什卡造型。

1913年，俄羅斯芭蕾舞團前往南美洲巡迴演出。 由於迷信自己會在海上遭遇不測，狄亞格烈夫沒有參與這個旅程。 在沒有監管的情況下，尼金斯基結識了罗慕拉 ，一位匈牙利伯爵夫人 。 作為尼金斯基忠實的擁護者，她學習芭蕾舞，並利用家族的關係千方百計親近他。 儘管她努力吸引他，尼金斯基開始時似乎沒有意識到她的意圖。 最後，在南美之行的船上，她成功地獲取他的感情。他們在布宜諾斯艾利斯成婚了 。 當該公司回到歐洲後，狄亞格烈夫得知此事，暴跳如雷，最終解僱了尼金斯基。 尼金斯基試圖建立自己的舞團，但一個關鍵性的倫敦委約因管理問題而失敗告終。
第一次世界大戰期間，尼金斯基在匈牙利身陷囹圄。 1916年狄亞格烈夫設法把他救出，讓他參與一次北美巡演。 在此期間，尼金斯基編排了《缔尔的玩笑》並擔任主角。然而就在這個時候，他開始出現精神分裂的症狀。在 1919年，神經衰弱令他的職業生涯完結。他被診斷患有精神分裂症，被妻子帶到瑞士，接受到精神病學家布洛爾的治療，但並未痊癒。
尼金斯基在精神病院和收容所中渡過餘生。 1950年4月8日死在倫敦一所診所，後被安葬在倫敦，直到1953年被轉移到法國巴黎的蒙馬特公墓，畔在Gaétan Vestris 、 泰奥菲尔·戈蒂耶和Emma Livry 的墳墓旁邊。

尼金斯基去世後，一位法醫曾解剖他的腿，檢查骨骼或組織結構有什麼異常，希望解開尼金斯基驚人的跳躍力之謎，但未有任何特別發現。

## 死後傳奇
尼金斯基的女兒吉拉（Kyra）嫁給了一個烏克蘭籍的指揮家伊戈尔·鲍里索维奇·马克维奇，然後他們生了個叫瓦斯拉瓦（Valva）的兒子，但是，他們最終以離婚的方式結束了彼此的婚姻關係。
在受庇護之前，尼金斯基在瑞士待的六星期時光中寫下了《尼金斯基的日記》。即使這本書晦澀而令人困惑，這也明顯是一部精神分裂症患者的作品。除此之外，尼金斯基又在許多方面反映了他慈愛的天性（Loving nature），包含了諸如因個人的不幸而理應受到他人同情的具有自傳性質的申訴之成分，其中還有對素食主義和動物權利的支持。他寫了感覺的重要性，以相對於僅僅是依賴道理和邏輯，他還譴責了藝術評論的行為，因為他視該行為只不過是個人意願的強加而不是將焦點放在藝術家所要表達的情感上。日記還含有心酸和矛盾的想法，這通常被視受到他與狄亞格烈夫關係的影響。 
毋庸置疑地，尼金斯基做為一名成功的舞蹈家，擁有一段非凡的人生。 在尼金斯基死後，他的同伴卡爾斯薩維那曾說：現在，終於有年輕人，而且是在此學院之外，能夠表演使他（尼金斯基）儕輩驚詫的高超舞藝了！一般認為，他的主要非凡技藝能在對啞劇表演的嫻熟與精密的舞技（他想跳多高就有多高，想跃多遠就跃多遠）中體現，其中還包括他的人格魅力。他在諸如《藍色之神》（法：Le Dieu Bleu）中的角色和於《玫瑰花魂》飾演玫瑰，或是《天方夜谭》中招人喜愛的奴僕等中性角色的扮演中皆無與倫比。
尼金斯基在埃米爾·奧托·霍普（Emil Otto Hoppé，這位先生還於1909年至1921年期間拍攝了眾多俄罗斯芭蕾舞团倫敦舞季的相片）製作的無數靜物攝影作品中被銘記。然而，歷史上沒有留下任何尼金斯基演的影片。狄亞格烈夫從未允許舞團拍攝電影，在那時，他認為自己舞團中的舞者之水平不可能在電影中得到真正的展現，此外，他還擔心自己公司的聲譽會受到影響（倘若受眾只從蹩腳而簡短的影片中觀看他的“演出”）。

## 著作
- 《尼金斯基筆記》，2002年，繁體中文版由心靈工坊出版，ISBN 986-802-481-1

## 根據其故事而改編的作品

### 戲劇
2011年日本寶塚歌劇團雪組演出《尼金斯基-奇跡的舞神》，尼金斯基一角由早霧せいな演出。

### 音樂劇
2019年，由韓國(株)ShowPLAY製作之《音樂劇尼金斯基》正式演出。(2019.05.28-08.18)
尼金斯基分別由鄭元榮、鄭東華、金燦浩飾演。

## 畫廊

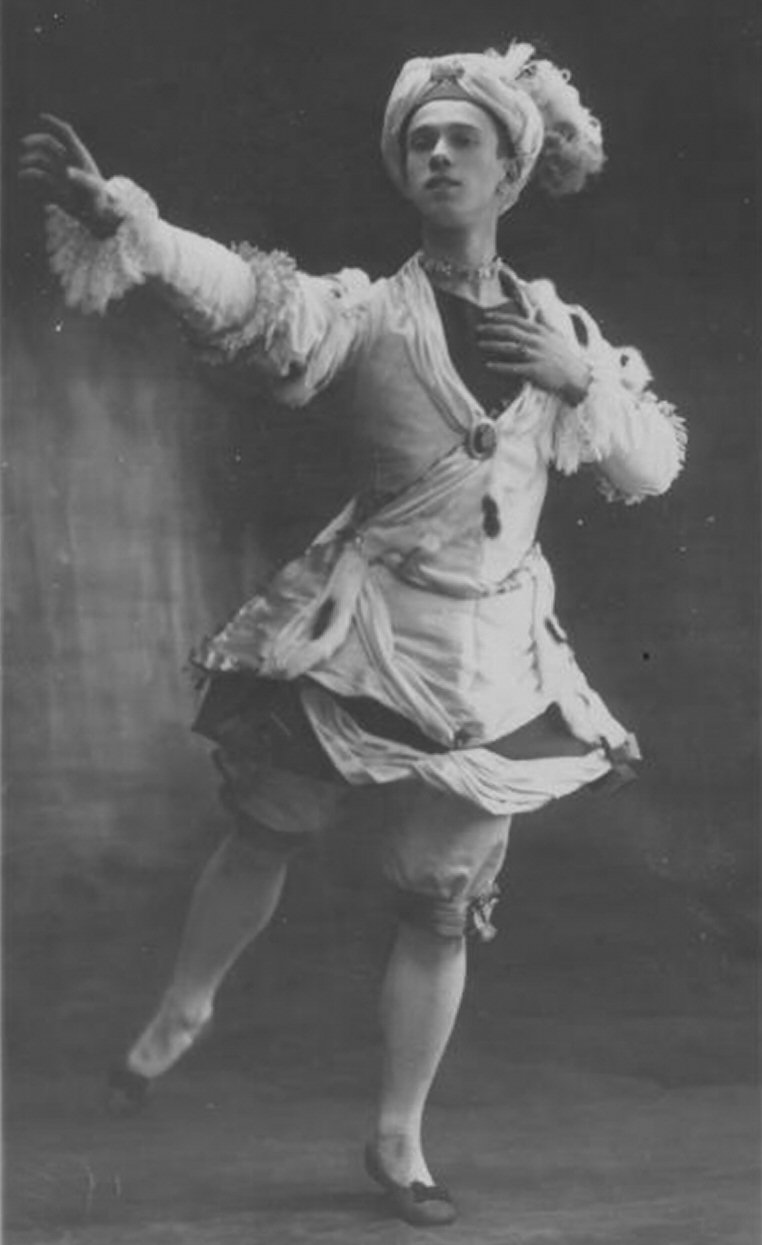
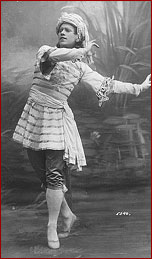
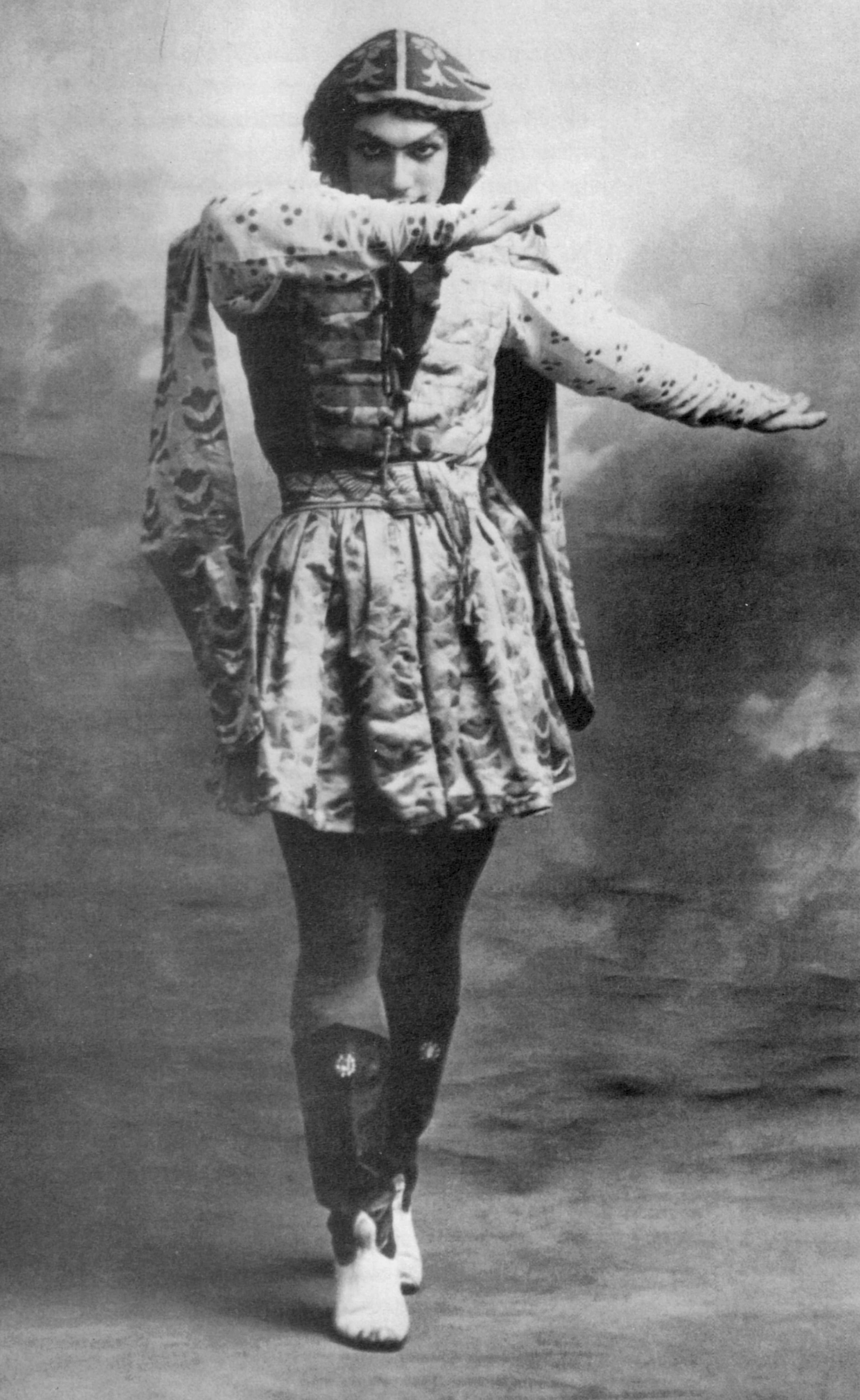
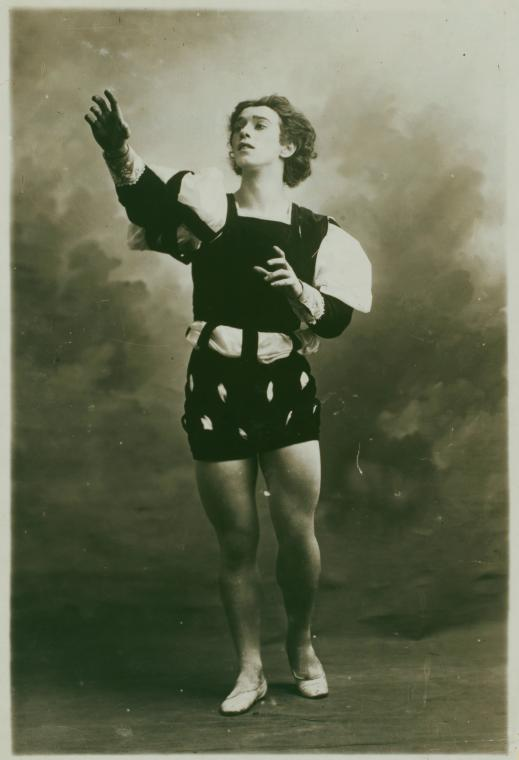
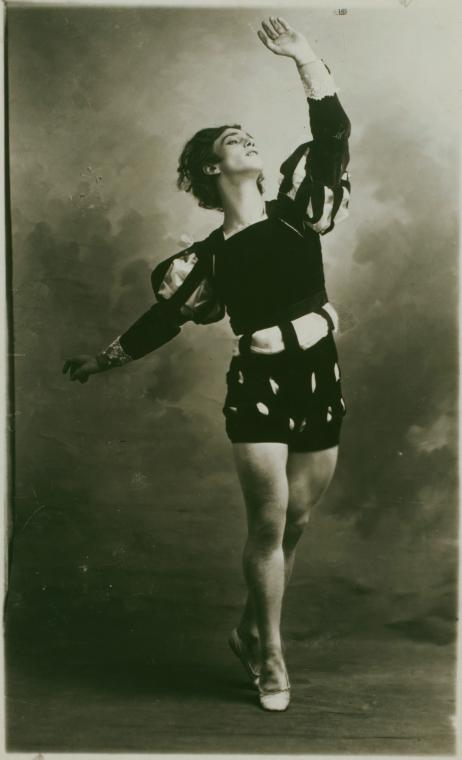
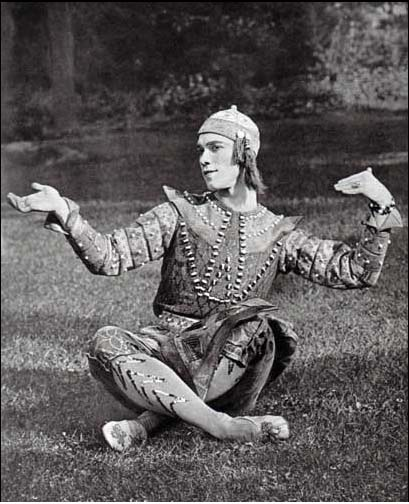
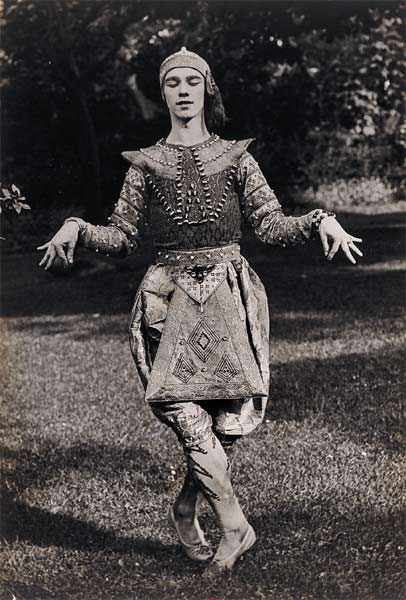
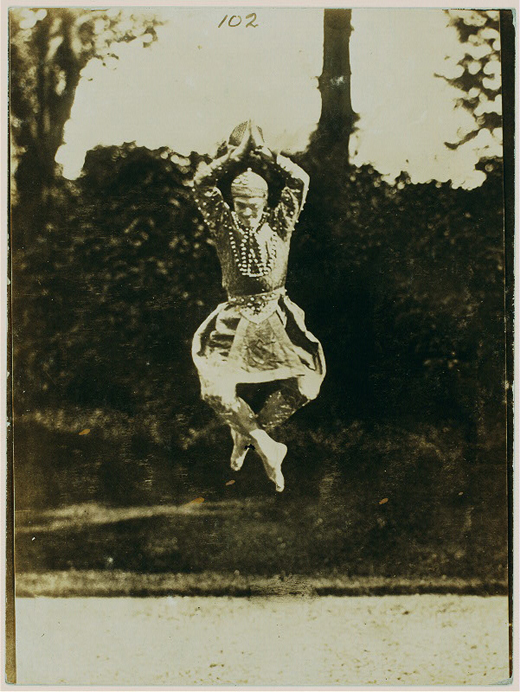
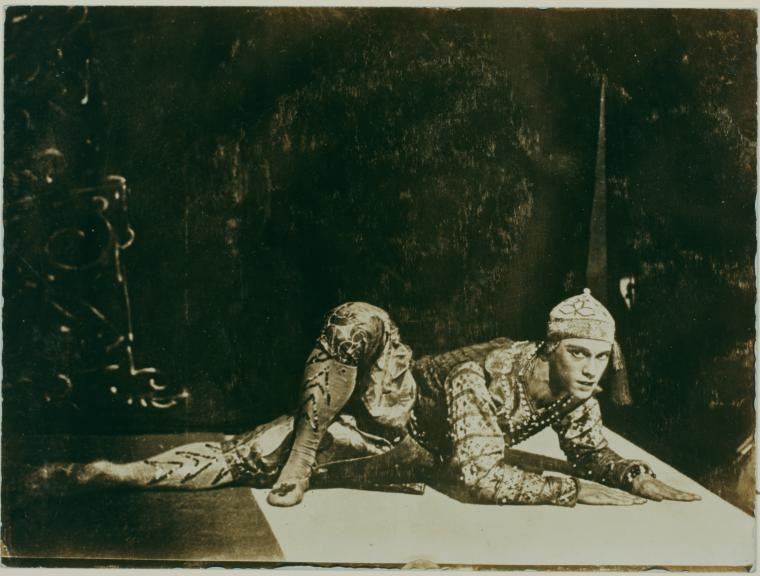
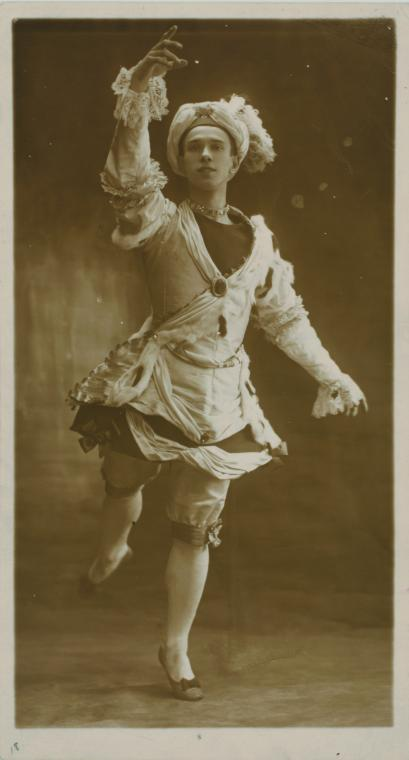
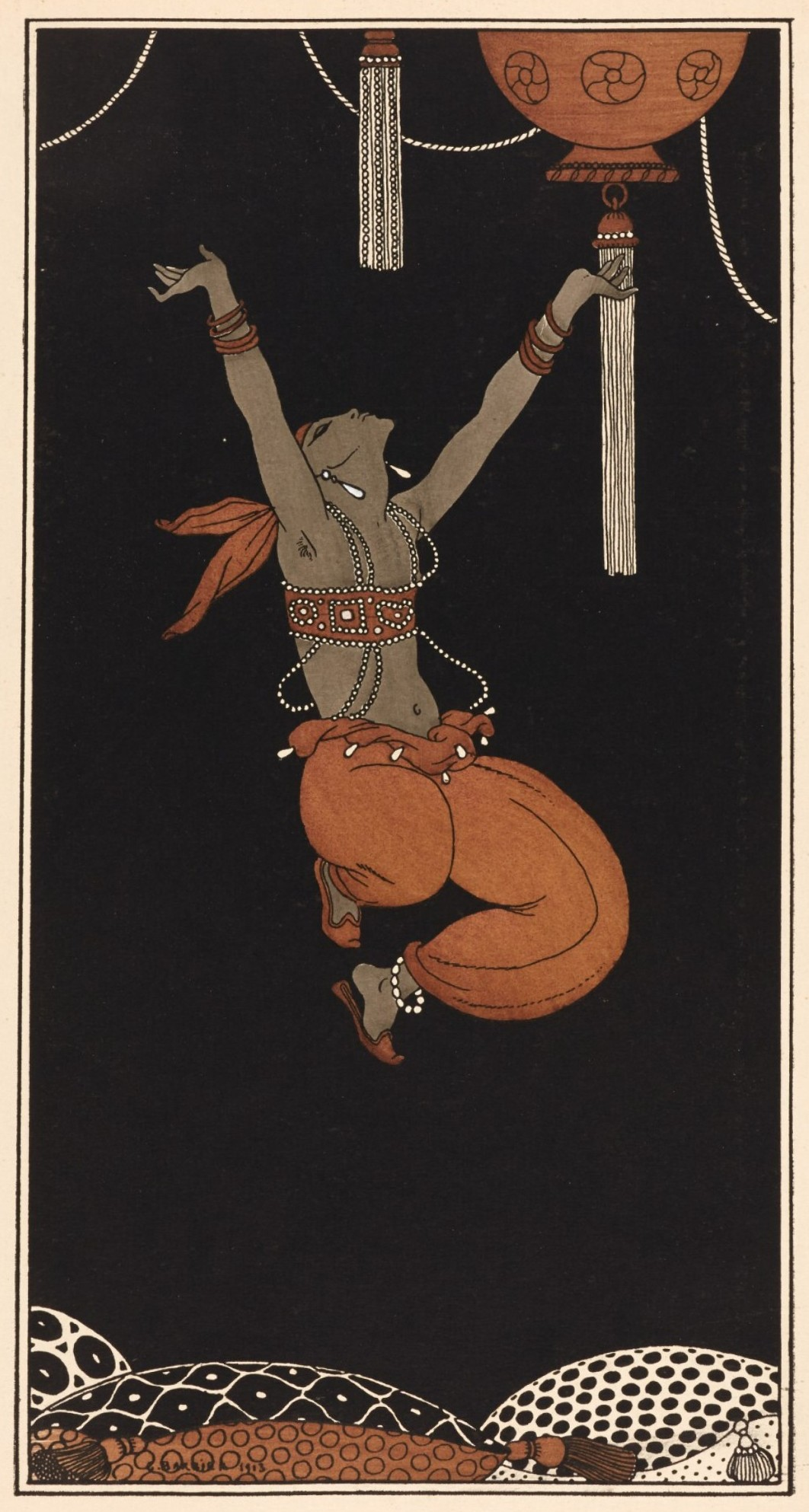
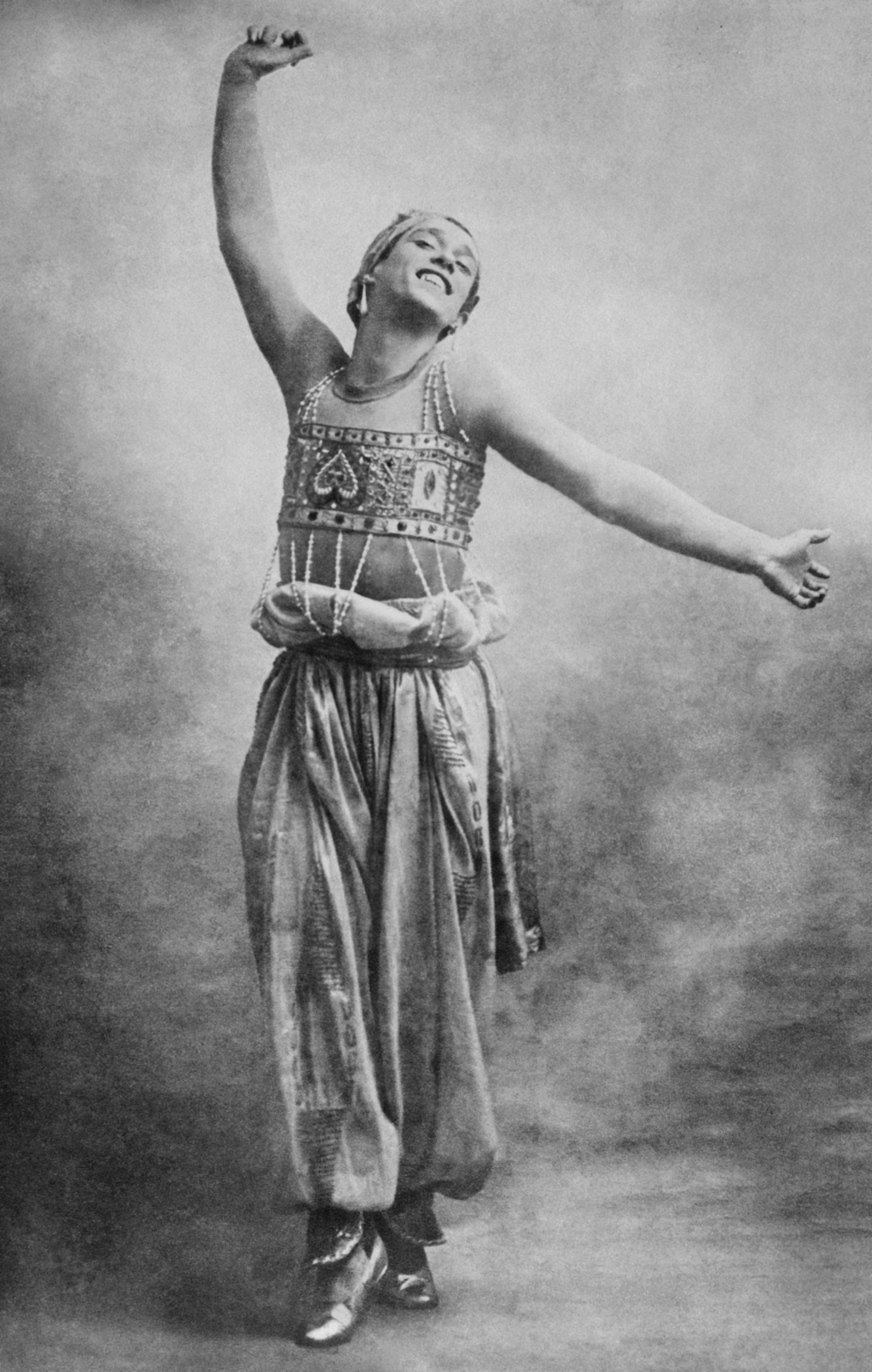
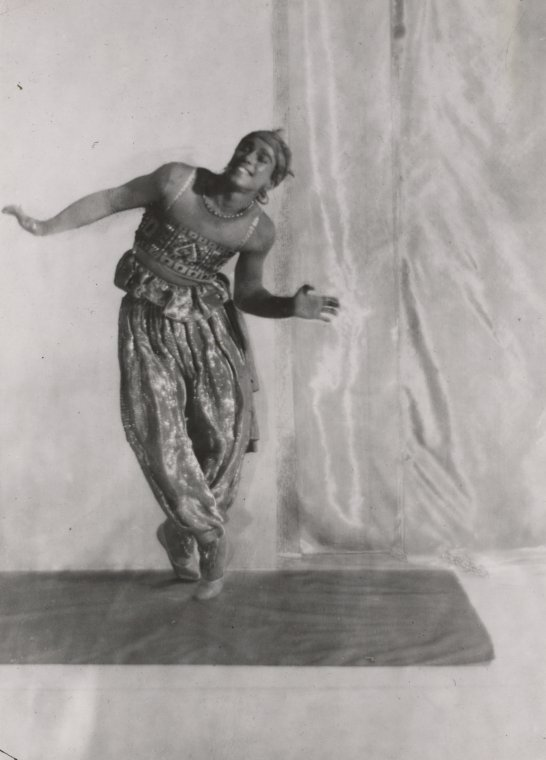
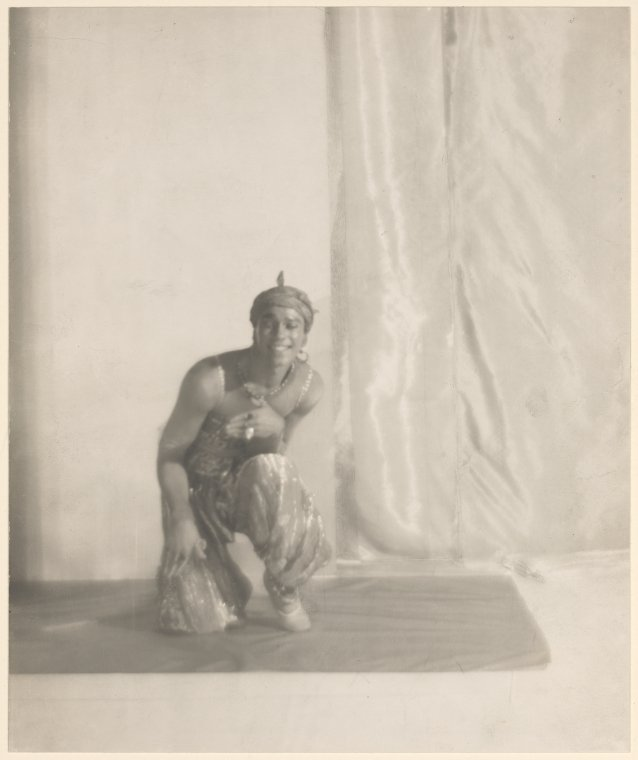
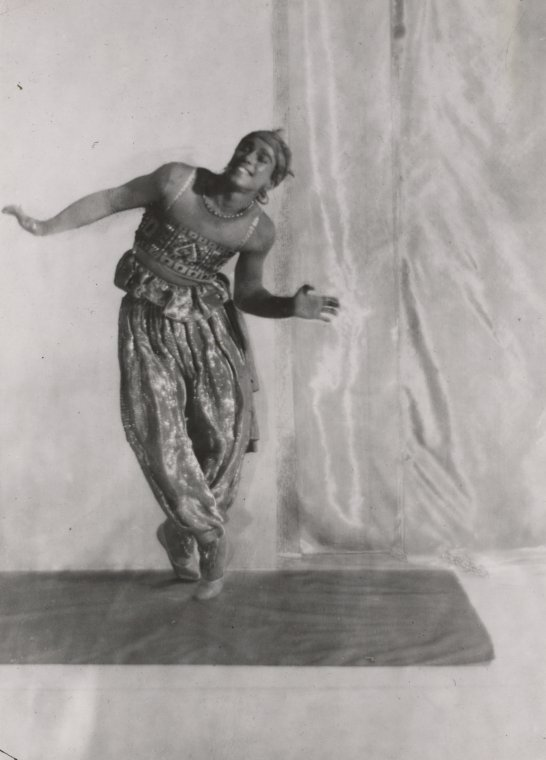
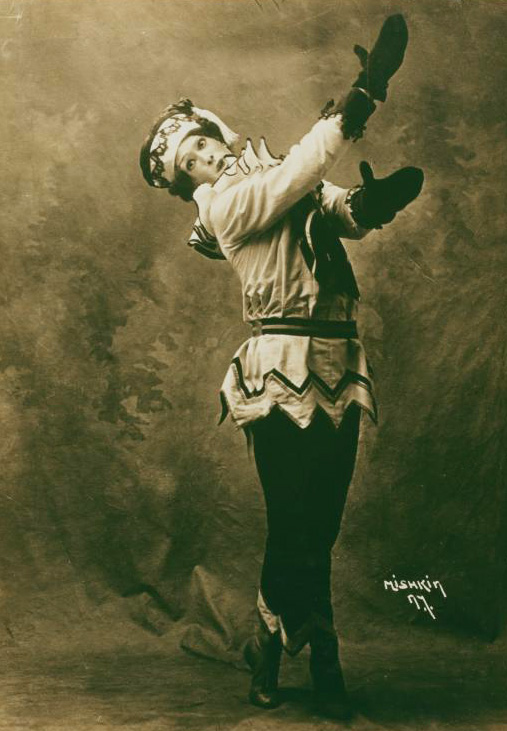
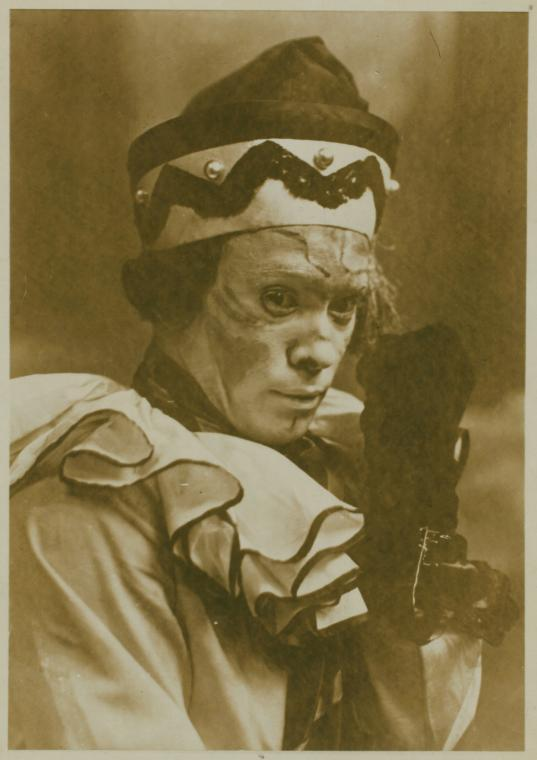
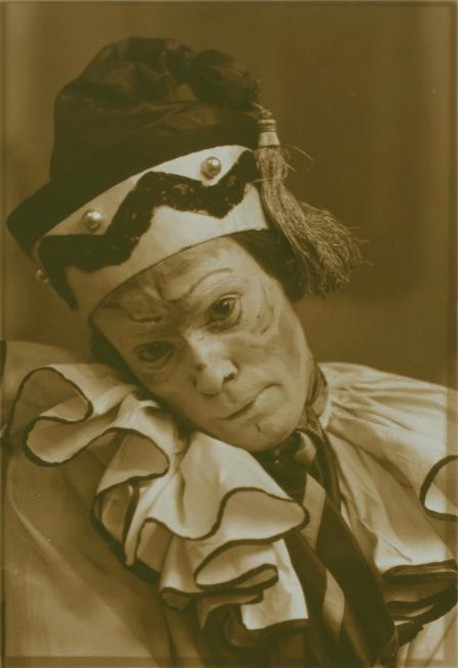
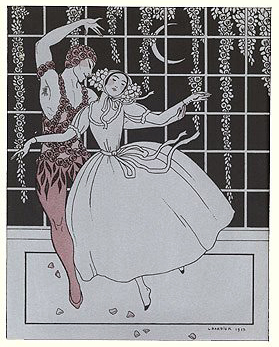
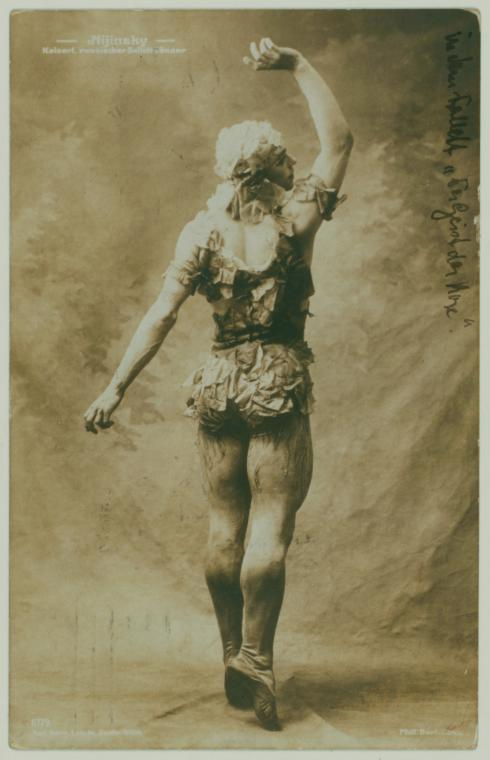
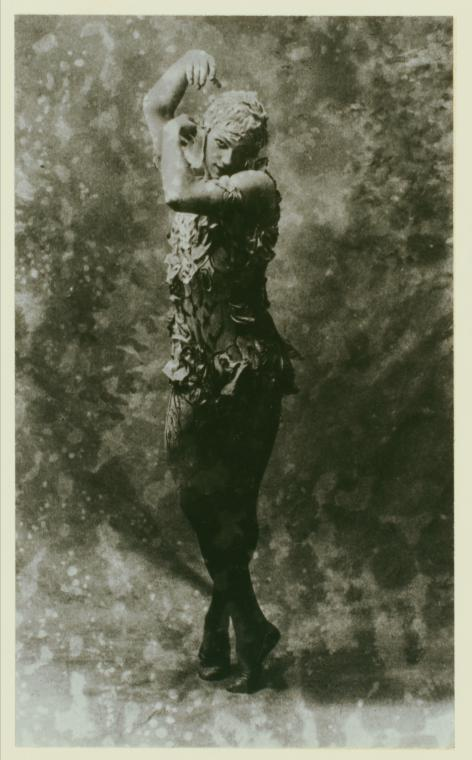
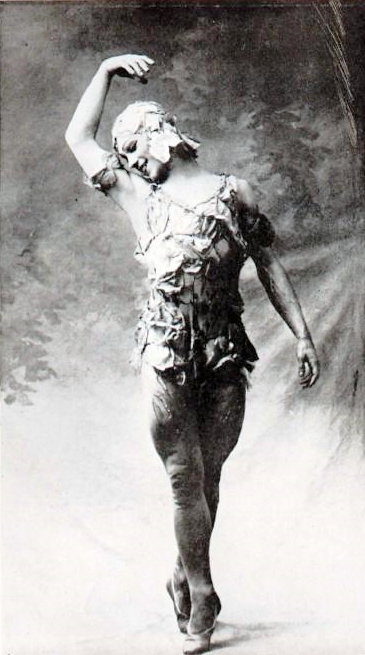
Nijinski dans Le Spectre de la rose (1911)
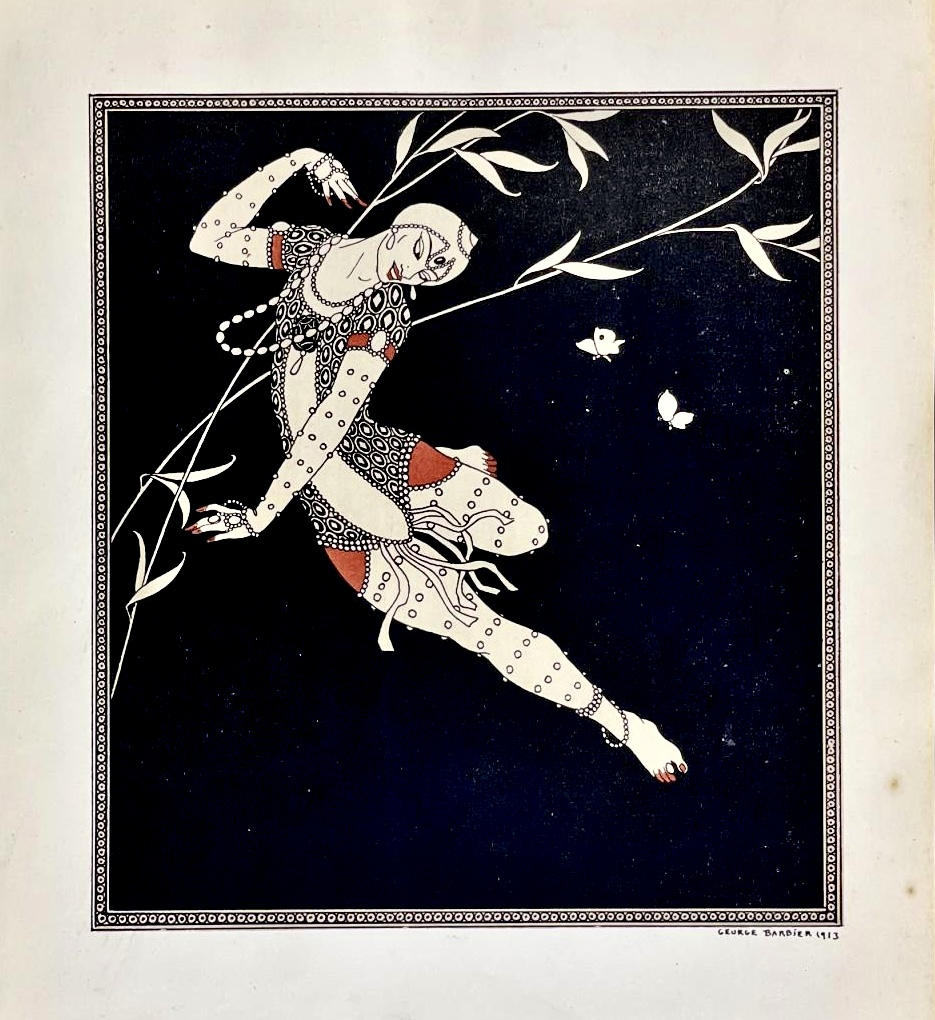
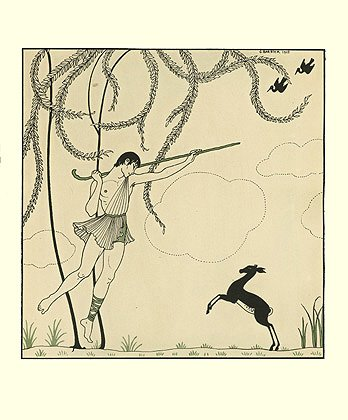
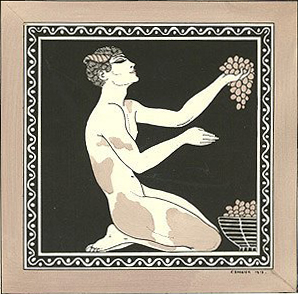
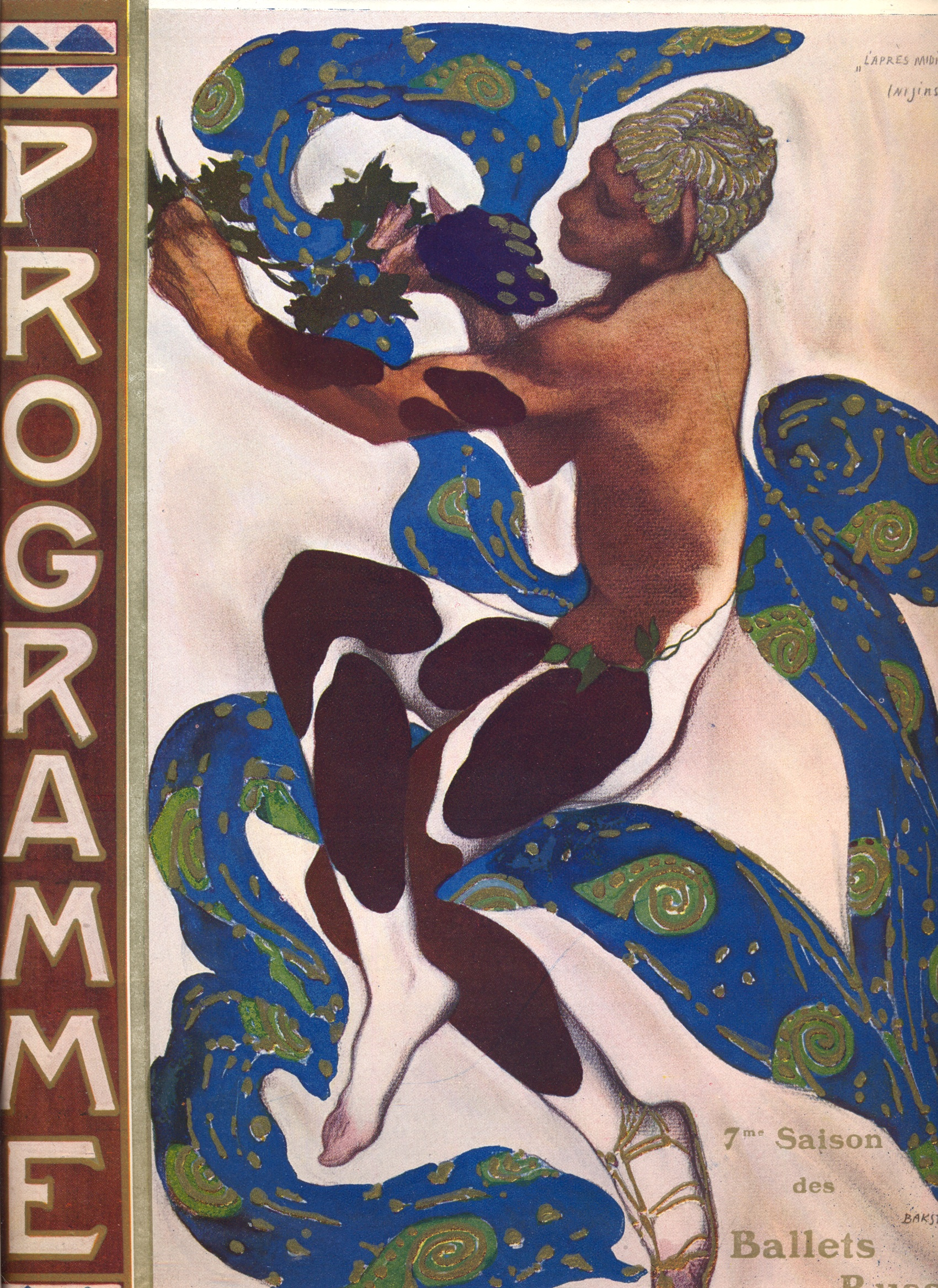
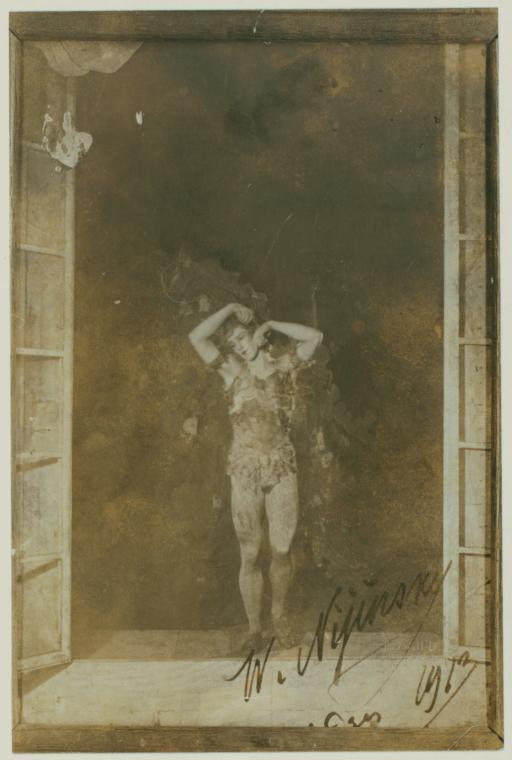
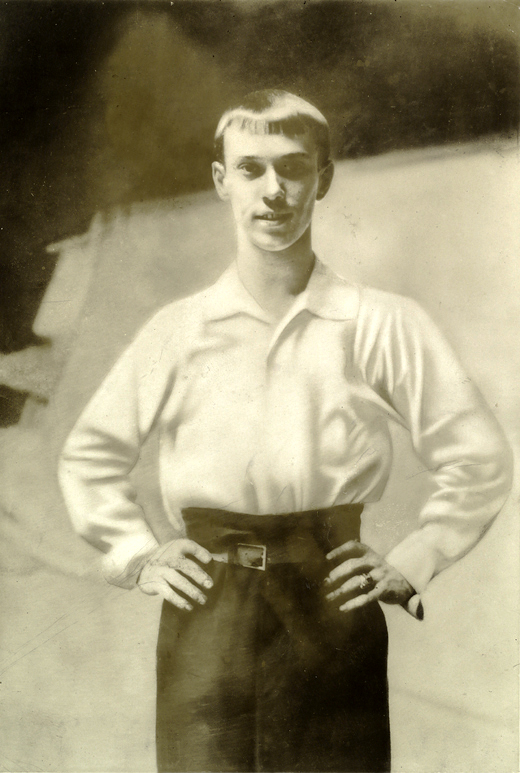